# Peter Bull
Peter Cecil Bull (* 21. März 1912 in London; † 20. Mai 1984 ebenda) war ein englischer Schauspieler.

## Leben
Peter Bull wurde als jüngster Sohn des bekannten Anwalts und Politikers Sir William Bull (1863–1931) geboren. Er studierte am Winchester College und arbeitete anschließend zunächst als Journalist. Schließlich entschied er sich allerdings für eine Schauspielkarriere und gab 1933 in London sein Bühnendebüt. 1936 spielte er in seinem ersten Film The Secret Voice und hatte noch im selben Jahr eine Rolle in Alfred Hitchcocks Thriller Sabotage. Im Zweiten Weltkrieg diente Bull in der British Royal Navy und erhielt für seinen Einsatz 1945 das „Distingushed Service Cross“.
Mit seiner korpulenten Gestalt wurde Bull vor allem Charakterdarsteller in Nebenrollen besetzt. In Film und Fernsehen spielte er besonders häufig Leute aus den damaligen Ostblockstaaten, mitunter auch Diplomaten oder Geschäftsleute, die meistens unfreundlich wirkten. Zu seinen bekanntesten Filmrollen gehören der deutsche Schiffskapitän in John Hustons Abenteuerfilm African Queen (1951) und der sowjetische Botschafter De Sadesky in Stanley Kubricks Komödie Dr. Seltsam oder: Wie ich lernte, die Bombe zu lieben (1964). Auch als Theaterdarsteller konnte Bull am Londoner West End sowie am New Yorker Broadway beachtliche Erfolge vorweisen, so spielte er den Pozzo in der englischen Uraufführung von Warten auf Godot und war in der Uraufführung von Christopher Frys Die Dame ist nicht fürs Feuer in der Rolle des Tappercoom zu sehen.
Peter Bull betätigte sich als Autor von insgesamt sieben überwiegend humoristischen, teilweise autobiografischen Büchern. Eines der Bücher handelte über seine große Leidenschaft, das Sammeln von Teddybären. Er starb im Mai 1984 im Alter von 72 Jahren in seiner Heimatstadt London an einem Herzinfarkt.

## Filmografie (Auswahl)
- 1936: The Secret Voice
- 1936: Sabotage
- 1937: Tatjana (Knight without armour)
- 1940: Contraband
- 1941: Eine ruhige Hochzeit (Quiet Wedding)
- 1948: Tolle Tage (Cardboard Cavalier)
- 1948: Oliver Twist
- 1948: Königsliebe (Saraband for Dead Lovers)
- 1949: The Lost People
- 1951: Geheimdienst schlägt zu (I’ll Get You for This)
- 1951: Eine Weihnachtsgeschichte (Scrooge)
- 1951: African Queen
- 1953: Der Schlüssel zum Paradies (The Captain’s Paradise)
- 1953: Saadia
- 1954: Beau Brummell – Rebell und Verführer (Beaum Brummell)
- 1955: Zwischen Haß und Liebe (Footsteps in the Fog)
- 1956: Der grüne Mann (The Green Man)
- 1958: Der kleine Däumling (Tom Thumb)
- 1958: Der Sündenbock (The Scapegoat)
- 1960: Herr der drei Welten (The 3 Worlds of Gulliver)
- 1961: Lieben Sie Brahms? (Goodbye Again)
- 1961: If the Crown Fits (Fernsehserie, sechs Folgen)
- 1963: Das alte finstere Haus (The Old Dark House)
- 1963: Tom Jones – Zwischen Bett und Galgen (Tom Jones)
- 1964: Dr. Seltsam oder: Wie ich lernte, die Bombe zu lieben (Dr. Strangelove or: How I Learned to Stop Worrying and Love the Bomb)
- 1965: Unser Mann vom Secret Service (Licensed To Kill)
- 1967: Doktor Dolittle
- 1970: Der Vollstrecker (The Executioner)
- 1972: Alice im Wunderland (Alice's Adventures in Wonderland)
- 1977: Die Abenteuer des Joseph Andrews (Joseph Andrews)
- 1979: The Tempest - Der Sturm (The Tempest)
- 1983: Dotterbart (Yellowbeard)